# L'Esperit Sant de Perpinyà

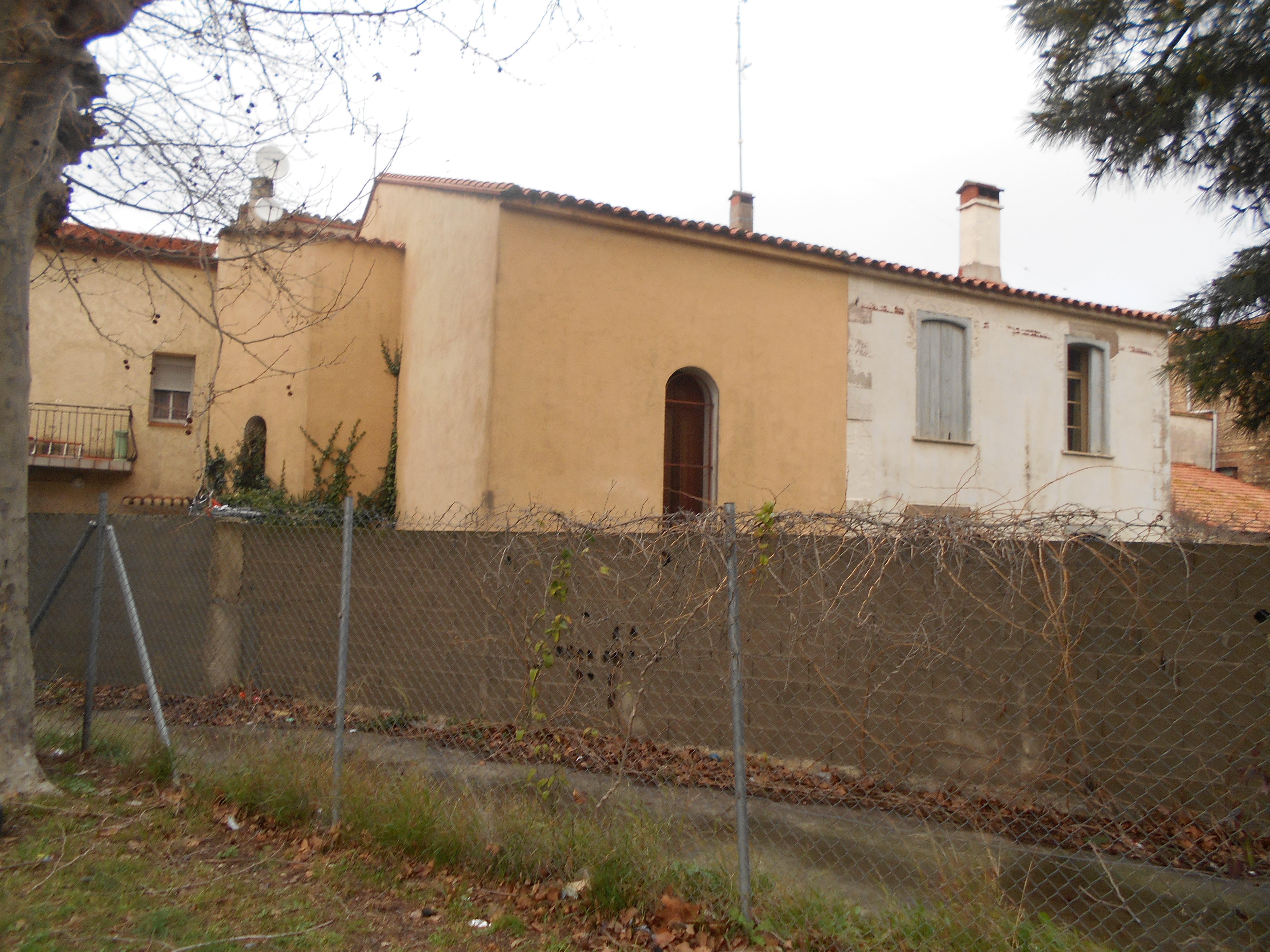
Capçalera de l'església

L'Esperit Sant de Perpinyà és l'església parroquial de l'església ortodoxa russa de Perpinyà, a la comarca del Rosselló, de la Catalunya del Nord.
És a la zona de llevant de l'Alt Vernet, en el número 11 del carrer de Claude Monet.
Aquesta parròquia és l'única església ortodoxa russa de la Catalunya Nord, i pertany a la diòcesi del Quersonès, que depèn del Patriarcat de Moscou. Aquesta diòcesi, que té la seu a París, agrupa les parròquies ortodoxes russes dels estats de França, Espanya, Portugal i Suïssa.